# Lawrence William Cramer

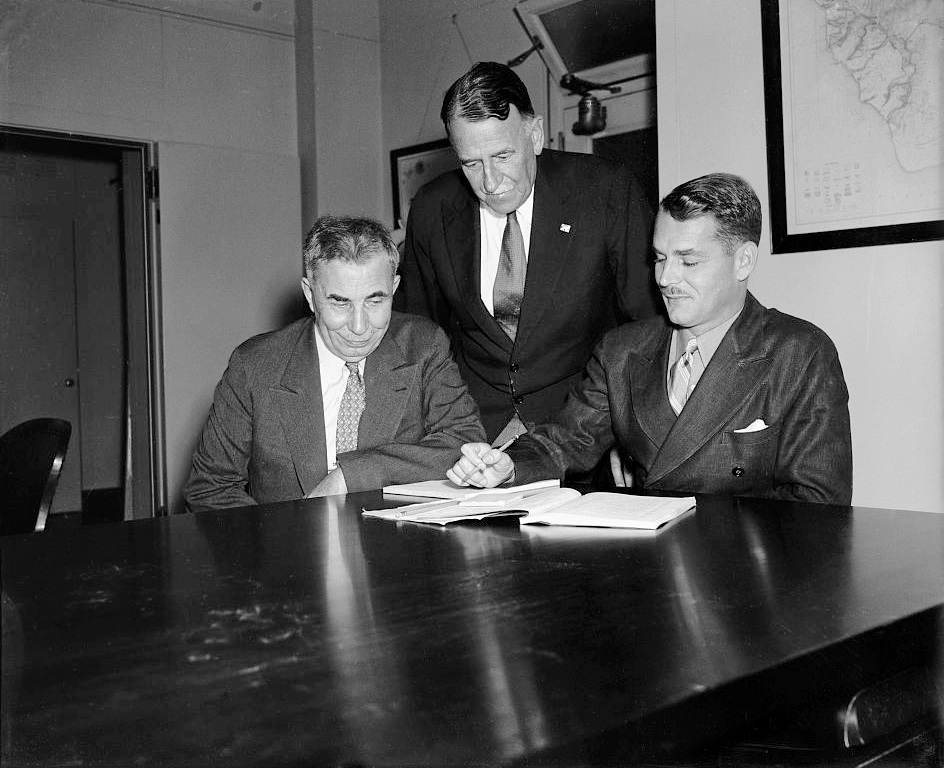
Lawrence William Cramer (rechts) bei einem Treffen der Territorialgouverneure in Washington mit Joseph Boyd Poindexter (links, Hawaii-Territorium) und Blanton Winship (Puerto Rico) (1937)

Lawrence William Cramer (* 26. Dezember 1897 in New Orleans, Louisiana; † 18. Oktober 1978 in Chapel Hill, North Carolina) war ein US-amerikanischer Hochschullehrer und Politiker. Zwischen 1935 und 1940 war er Gouverneur der Amerikanischen Jungferninseln.

## Werdegang
Lawrence Cramer studierte an der University of Wisconsin–Madison und danach an der Columbia University in New York City. Während des Ersten Weltkrieges diente er in der United States Army, wobei er im Einsatz verwundet wurde. Nach dem Krieg lehrte er an der Columbia University politische Wissenschaften. Außerdem schrieb er ein Buch über die diplomatischen Hintergründe des Ersten Weltkrieges.
Seit 1931 war Cramer Vizegouverneur der Jungferninseln. Damit war er offizieller Vertreter von Gouverneur Paul Martin Pearson. Nachdem dieser in verschiedene Skandale verwickelt war und schließlich von Präsident Franklin D. Roosevelt im Jahr 1935 abberufen wurde, wurde Lawrence Cramer als dessen Nachfolger berufen. Da aber auch er in Washington, D.C. vor einem Untersuchungsausschuss des US-Senats wegen der Skandale aussagen musste, wurde Robert Herrick zum kommissarischen Gouverneur bestellt. Erst nach Ende der Anhörungen vor dem US-Senat und seiner Rückkehr auf die Jungferninseln konnte Cramer sein Amt als Gouverneur antreten. Er amtierte zwischen dem 21. August 1935 und dem 14. Dezember 1940.
Cramer hatte wegen der Skandale um seinen Vorgänger Pearson einen schweren Stand. Die einheimische Bevölkerung war aufgebracht und forderte von Präsident Roosevelt die Rückkehr zur Militärverwaltung durch die US Navy, die bis 1931 bestanden hatte. Dieses Ansinnen wurde abgelehnt. Lawrence Cramer konnte die Lage zunächst stabilisieren. Er wurde bei seinem Amtsantritt durch einen einheimischen Richter vereidigt und setzte sich für mehr Rechte für sein Gebiet ein. Außerdem verlangte er das allgemeine uneingeschränkte Wahlrecht für seine Bevölkerung. Solche Maßnahmen beruhigten die Lage auf den Jungferninseln bis etwa 1937. Seit diesem Jahr gab es Konflikte zwischen dem Gouverneur und dem territorialen Abgeordnetenhaus. Von neun eingebrachten Gesetzesvorlagen lehnte dieses acht ab. Der Streit zog sich über die folgenden Jahre hin. Einer der Streitgründe war die Steuergesetzgebung. Im Dezember 1940 trat Cramer von seinem Amt zurück.
Während des Zweiten Weltkriegs war er Geschäftsführer des präsidentialen Committee on Fair Employment Practices.  Danach ist er politisch nicht mehr in Erscheinung getreten. Er starb am 18. Oktober 1978 in Chapel Hill, wo er auch beigesetzt wurde.